# دراژانگ
دراژانگ (به صربی: Dražanj) یک منطقهٔ مسکونی در صربستان است.